# بيري جونستون
بيري جونستون (بالإنجليزية: Berry Johnston)‏ هو لاعب بوكر أمريكي، ولد في 25 سبتمبر 1935 في بيثاني في الولايات المتحدة.